# Железновка
Железно́вка (до 1948 года Теми́р-Була́т; крымскотат. Temir Bolat, Темир Болат) — исчезнувшее село в Первомайском районе Республики Крым, располагавшееся в центре района, в степной части Крыма, в верховьях балки Самарчик в 3,5 километрах к юго-западу от села Степное.

### Динамика численности населения
| - 1864 год — 25 чел. - 1889 год — 101 чел. - 1892 год — 105 чел. - 1900 год — 102 чел. | - 1915 год — 10/23 чел. - 1918 год — 10 чел. - 1926 год — 17 чел. |

## История
Первое документальное упоминание села встречается в Камеральном Описании Крыма… 1784 года, судя по которому, в последний период Крымского ханства Темыр Болат входил в Самарчик кадылык Перекопского каймаканства.
После присоединения Крыма к России (8) 19 апреля 1783 года, (8) 19 февраля 1784 года, именным указом Екатерины II сенату, на территории бывшего Крымского ханства была образована Таврическая область и деревня была приписана к Евпаторийскому уезду. После павловских реформ, с 1796 по 1802 год входила в Акмечетский уезд Новороссийской губернии. По новому административному делению, после создания 8 (20) октября 1802 года Таврической губернии, Темир-Булат территориально находился на землях Джелаирской волости Евпаторийского уезда, но ни в Ведомости о волостях и селениях, в Евпаторийском уезде с показанием числа дворов и душ… от 19 апреля 1806 года, ни в «Ведомости о казённых волостях Таврической губернии 1829 года» деревня не значится. При этом на военно-топографической карте 1817 года деревня Демир булат обозначена с 33 дворами, на карте 1836 года в деревне 6 дворов, а на карте 1842 года Темир булат обозначен условным знаком «малая деревня» (это означает, что в ней насчитывалось менее 5 дворов) — видимо, опустел вследствие эмиграции крымских татар в Турцию.
В 1860-х годах, после земской реформы Александра II, деревню приписали к Биюк-Асской волости. В «Списке населённых мест Таврической губернии по сведениям 1864 года», составленном по результатам VIII ревизии 1864 года, Темир-Булат — казённая эстонская деревня, с 3 дворами и 25 жителями при колодцах — видимо, была заселена эстонцами первой волны переселения 1861 года, поскольку в «Памятной книжке Таврической губернии за 1867 год» среди покинутых жителями в 1860—1866 годах деревень не значится. По обследованиям профессора А. Н. Козловского 1867 года, вода в колодцах деревни была пресная, а их глубина достигала 15—20 саженей (31—42 м) — на военно-топографической карте «L-36» 1970 года обозначен колодец глубиной 70 м. На трёхверстовой карте Шуберта 1865—1876 года в деревне Темир-Булат — 5 дворов.
Согласно энциклопедическому словарю «Немцы России», в 1888 году было также основано лютеранско-меннонитское немецкое поселение Филиппсталь на 200 десятинах земли
В «Памятной книге Таврической губернии 1889 года», по результатам Х ревизии 1887 года, в деревне Темир-Булат числилось 12 дворов и 101 житель. Согласно «…Памятной книжке Таврической губернии на 1892 год», в деревне Темир-Болат, входившей в Азгана-Карынский участок, было 105 жителей в тех же 12 домохозяйствах.
Земская реформа 1890-х годов в Евпаторийском уезде прошла после 1892 года; в результате Темир-Булат приписали к Коджанбакской волости. По «…Памятной книжке Таврической губернии на 1900 год» в деревне, составлявшей Темирбулатское сельское общество, числилось 102 жителя в 11 дворах. По Статистическому справочнику Таврической губернии. Ч.II-я. Статистический очерк, выпуск пятый Евпаторийский уезд, 1915 год, в экономии Темир-Булат (отца и сыновей Булгаковых) Коджамбакской волости Евпаторийского уезда числился 1 двор с 10 приписными жителями и 23 — «посторонними», из которых 24 мужчины и 9 женщин. В имении числилась 631 десятина удобной земли. В хозяйстве имелось 32 лошади, 42 вола, 9 коров и 319 голов мелкого скота. В 1918 году числилось 10 жителей.
После установления в Крыму Советской власти, по постановлению Крымревкома от 8 января 1921 года № 206 «Об изменении административных границ» была упразднена волостная система и в составе Евпаторийского уезда был образован Бакальский район, в который включили село, а в 1922 году уезды получили название округов. 11 октября 1923 года, согласно постановлению ВЦИК, в административное деление Крымской АССР были внесены изменения, в результате которых округа были отменены, Бакальский район упразднён и село вошло в состав Евпаторийского района. Согласно Списку населённых пунктов Крымской АССР по Всесоюзной переписи 17 декабря 1926 года, на хуторе Темир-Булат, Айкаульского сельсовета Евпаторийского района, числилось 3 двора, все крестьянские, население составляло 17 человек, из них 8 русских, 5 белорусов, 4 записаны в графе «прочие». Постановлением ВЦИК РСФСР от 30 октября 1930 года был создан Фрайдорфский еврейский национальный район (переименованный указом Президиума Верховного Совета РСФСР № 621/6 от 14 декабря 1944 года в Новосёловский) (по другим данным 15 сентября 1931 года) и Темир-Булат включили в его состав, а после разукрупнения в 1935-м и образования также еврейского национального Лариндорфского (с 1944 — Первомайский), село переподчинили новому району.
С 25 июня 1946 года селение в составе Крымской области РСФСР. Указом Президиума Верховного Совета РСФСР от 18 мая 1948 года Темир-Булат переименовали в Железновку. 25 июля 1953 года Новоселовский район был упразднён, и село включили в состав Первомайского района. 26 апреля 1954 года Крымская область была передана из состава РСФСР в состав УССР. Время включения в Кормовский сельсовет пока не установлено: на 15 июня 1960 года село уже числилось в его составе. Ликвидировано к 1968 году (согласно справочнику «Крымская область. Административно-территориальное деление на 1 января 1968 года» — в период с 1954 по 1968 годы как село Кормовского сельсовета).

## Известные уроженцы
Профессор Бенджамин Унру (de:Benjamin H. Unruh) (1881—1959).